# مات مكانتس
مات مكانتس (بالإنجليزية: Matt McCants)‏ هو لاعب كرة قدم أمريكية أمريكي، ولد في 18 أغسطس 1989 في موبيل في الولايات المتحدة.

## وصلات خارجية
- مات مكانتس على موقع إي إس بي إن.كوم (أن.أف.أل)3
- مات مكانتس على موقع مرجع كرة القدم المحترفة.كوم (الإنجليزية)